# James Jamerson
James Jamerson (Charleston, 29 gennaio 1936 – Los Angeles, 2 agosto 1983) è stato un bassista statunitense, noto per avere inciso per la casa discografica Motown e per la sua influenza sulla musica pop statunitense.

## Biografia
James Jamerson nacque a Charleston nello stato federato della Carolina del Sud nel sud degli Stati Uniti. Dopo il divorzio dei genitori e un'infanzia non felice, nel 1954 si trasferisce a Detroit con la madre ed è durante questo anno che fa i due incontri che si riveleranno decisivi nella sua vita: il contrabbasso e la futura moglie.
Dopo il diploma in contrabbasso presso la Northwestern High School conquista una discreta fama come contrabbassista nei club di Detroit dove viene notato da Berry Gordy, patron della casa discografica Motown, che andava spesso personalmente a caccia di giovani talenti da ingaggiare come turnisti per le proprie produzioni discografiche. Attivo dalla fine degli anni cinquanta negli studi di registrazione, nei primi anni sessanta passò dal contrabbasso al basso elettrico.
La discografia di Jamerson alla Motown è piuttosto nutrita. Assieme agli altri turnisti (il gruppo, pressoché lo stesso in tutte le registrazioni, era noto con il nome di The Funk Brothers) contribuisce a creare un sound che ha fatto da colonna sonora a un'intera generazione e che ancora oggi è sfruttato in jingle pubblicitari e colonne sonore. Jamerson e i Funk Brother incidono le hit di Stevie Wonder, Diana Ross, The Miracles, The Temptations, Martha and the Vandellas, Marvin Gaye, The Jackson 5, The Four Tops, The Supremes.
Il trasferimento della Motown da Detroit a Los Angeles nel 1973 rappresenta un duro colpo sia per la qualità delle produzioni artistiche che per la vita personale di Jamerson. Da tempo afflitto da problemi di alcolismo, Jamerson morì nel 1983 a Los Angeles.

## Strumentazione e tecnica
James Jamerson intraprese il suo percorso musicale da adolescente, acquistando un contrabbasso fabbricato in Germania, che successivamente utilizzò in diverse hit della Motown, quali per esempio "My Guy" di Mary Wells e "Love Is Like a Heat Wave" di Martha and the Vandellas.
Il primo basso elettrico di Jamerson fu un Fender Precision che gli fu regalato dal collega bassista Horace "Chili' Ruth. Lo strumento era rifinito in nero, aveva un battipenna in alluminio anodizzato (tipico dei bassi Fender dal 1957 al 1959) e tastiera in acero. Agli inizi degli anni sessanta il basso in questione venne rubato e successivamente rimpiazzato con un Fender Precision del 1962 che diverrà il basso prevalentemente usato in tutta la sua carriera.
Lo strumento, soprannominato The Funk Machine, era di colore 3-Tone Sunburst, aveva un battipenna Tortoise Shell, un copripickup d'acciaio e un copriponte sotto cui Jamerson aveva applicato della spugna soffice, in modo tale che fungesse da stoppacorda.
Sul basso vi erano montate delle corde lisce La Bella di grosso spessore (.052-.110), che non furono mai cambiate fino a quando nella prima metà degli anni settanta non se ne ruppe una e dunque gli fu proposto di passare alle più moderne e brillanti corde ruvide; il bassista si rifiutò. Tuttora La Bella vanta nel suo catalogo un modello di muta che prende il nome di La Bella Flatwound 1954 Jamerson.
James Jamerson non ebbe mai molta cura del suo basso, tant'è che molti fra i suoi colleghi bassisti e dei musicisti con cui suonò testimoniano il fatto che il manico del Fender Precision si fosse, con gli anni, irrimediabilmente curvato sul proprio asse, tanto da essere considerato, per alcuni, insuonabile. Molti altri, inoltre, affermano che lo strumento avesse un'action così alta da sembrare più simile a un contrabbasso che a un basso elettrico. Quando in molti sostenevano che il Precision di Jamerson fosse insuonabile, al contrario lui replicava dicendo che «suonava molto meglio in quel modo» e che «la sporcizia manteneva vivo il funk». Nel 1983, a pochi giorni di distanza dalla morte del bassista, il Precision con cui suonò durante tutta la sua carriera venne rubato. A oggi non si hanno notizie.

### Amplificazione
L'amplificatore che James Jamerson predilesse per registrare e suonare in piccoli locali, era un Ampeg B-15; in situazioni live più grandi, invece, utilizzava una cassa Kustom con due altoparlanti da 15 pollici, oppure una testata Fender Bassman anni '70 associata a un cabinet Fender 8×10.
In studio di registrazione, invece, preferiva collegare il basso direttamente nella console di missaggio, in modo tale da potervi aggiungere un leggero overdrive e una lieve compressione.

### Tecnica "The Hook"
James Jamerson è noto per suonare avvalendosi del solo dito indice della mano destra, mentre appoggia il terzo e il quarto dito al di sopra del copripickup. Questa "tecnica" (da lui soprannominata "The Hook") ha contraddistinto il suo modo di suonare sin dai tempi in cui adoperava esclusivamente il contrabbasso.

## Tecnica musicale ed influenze
L'innovazione apportata da Jamerson all'utilizzo del basso elettrico nella musica pop consiste principalmente nell'originalità e nell'equilibrio delle sue linee. Spesso molto mosse e sincopate, le note del suo Fender non s'impongono né distolgono l'ascoltatore dalla melodia, ma sostengono il pezzo con grande potenza ritmica e una costante sottolineatura dei passaggi armonici chiave.
È del 1989 il progetto editoriale e cinematografico "Standing in the Shadows of Motown" che ha inteso ripagare James Jamerson della scarsa fama di cui ha goduto in vita rispetto alla grandezza della sua attività come musicista. Nel libro e nel film frutti di questo progetto Jamerson riceve l'omaggio da molti bassisti contemporanei che gli si riconoscono debitori, fra cui Paul McCartney, Pino Palladino, Marcus Miller, John Patitucci, Garry Tallent, John Entwistle, Nathan Watts, Geddy Lee, Francis Rocco Prestia e Rodney "Skeet" Curtis.
Nel 2000 Jamerson è stato inserito nella Rock and Roll Hall of Fame.